# Коломийська міська територіальна громада
Коломийська міська територіальна громада — територіальна громада в Україні, на територіях Коломийської міської ради, Коломийського району Івано-Франківської області. Адміністративний центр — місто Коломия.
Площа громади — 136,77 км², населення — 70 644 мешканці (2018).
Утворена 6 вересня 2018 року шляхом приєднання Іванівецької, Товмачицької, Шепарівцівської сільських рад Коломийського району та Саджавської сільської ради Надвірнянського району до Коломийської міської ради обласного значення.
Відповідно до Закону України «Про внесення змін до Закону України „Про добровільне об'єднання територіальних громад“ щодо добровільного приєднання територіальних громад сіл, селищ до територіальних громад міст республіканського Автономної Республіки Крим, обласного значення» громади, утворені внаслідок приєднання суміжних громад до міст обласного значення, визнаються спроможними і не потребують проведення виборів.
22 листопада 2018 року внаслідок добровільного приєднання до громади приєдналася Воскресинцівська сільська рада Коломийського району.

## Населені пункти
До складу громади входять 1 місто (Коломия) і 10 сіл:
- Воскресінці
- Іванівці
- Кубаївка
- Саджавка
- Товмачик
- Шепарівці
- Раківчик
- Королівка
- Корнич
- Грушів

## Старостинські округи
- Воскресинцівський
- Іванівецький
- Корницький
- Королівський
- Раківчицький
- Саджавський
- Товмачицький
- Шепарівцівський[4]